# Fort Riley
Fort Riley es un lugar designado por el censo ubicado en los condados de Riley y Geary en el estado estadounidense de Kansas. En el año 2010 tenía una población de 7761 habitantes. Es el lugar donde se observó por primera vez la gripe española el 4 de marzo de 1918.
También es una instalación del Ejército de los Estados Unidos, construida en enero de 1853, localizada al noreste de Kansas, junto al río Kansas, entre las poblaciones de Junction City y Manhattan. 
El nombre deriva del mayor general Bennet C. Riley, que lideró la primera escolta militar que protegía las obras del ferrocarril de Santa Fe (Nuevo México).

## Geografía
Fort Riley se encuentra ubicado en las coordenadas 39°06′N 96°49′O / 39.100, -96.817 (39.1° 	-96.816667°).